# Ira Sachs
Ira Sachs (Memphis, 21 de noviembre de 1965) es un cineasta estadounidense. Su primera película fue el cortometraje Lady, de 1993.

## Biografía
Ha dirigido las películas The Delta (1997),  Forty Shades of Blue (2005),  Married Life (2007), Keep the Lights On (2012), y Love Is Strange (2014). Su más reciente largometraje, Little Men, se estrenó en el Festival de Cine de Sundance en 2016.
Sachs es judío y abiertamente gay. Ha descrito su película Keep the Lights On como semiautobiográfica. En enero de 2012, Sachs contrajo matrimonio con el artista Boris Torres en Nueva York, pocos días antes del nacimiento de sus gemelos, Viva y Felix.

## Filmografía
| Año  | Título               | Notas                                                                     |
| ---- | -------------------- | ------------------------------------------------------------------------- |
| 1997 | The Delta            | Estrenada en el Festival Internacional de Cine de Toronto                 |
| 2005 | Forty Shades of Blue | Ganadora del Gran Premio del Jurado en el Festival de Cine de Sundance    |
| 2007 | Married Life         |                                                                           |
| 2012 | Keep the Lights On   |                                                                           |
| 2014 | Love Is Strange      |                                                                           |
| 2016 | Verano en Brooklyn   | Ganadora del Gran Premio del Festival de cine estadounidense de Deauville |
| 2019 | Frankie              | Festival de Cannes 2019: Sección oficial largometrajes a concurso         |
| 2023 | Pasajes              | Festival de Cine de Sundance 2023                                         |